# Pieter Veecken Putman Cramer
Mr. Pieter Veecken Putman Cramer (Den Helder, 9 februari 1913 - 2009) was een Nederlands ambassadeur.

## Biografie
Cramer was een lid van het patriciaatsgeslacht Cramer en een zoon van marine-officier Gerhard Joan Wilhelm Putman Cramer (1875-1949) en Anna Geertruida Zegers Veeckens (1884-1959). Hij trouwde in 1946 met Esther Elisabeth Keller (1923) met wie hij vier kinderen kreeg.
Cramer studeerde in 1940 af in Indisch recht aan de Universiteit Leiden. In 1963 werd hij als ambassaderaad en hoofd van de consulaire afdeling aan de ambassade te Stockholm, benoemd tot officier in de Orde van Oranje-Nassau. In 1965 werd hij benoemd tot Nederlands ambassadeur te Addis Abeba; in 1969, zijn laatste jaar daar, begeleidde hij als ambassadeur koningin Juliana bij haar staatsbezoek aan dat land. In 1970 was hij ambassadeur in Roemenië en hij besloot zijn diplomatieke loopbaan als ambassadeur te Kopenhagen. In 1977 werd hij benoemd tot ridder in de Orde van de Nederlandse Leeuw.